# Margareta Wendel

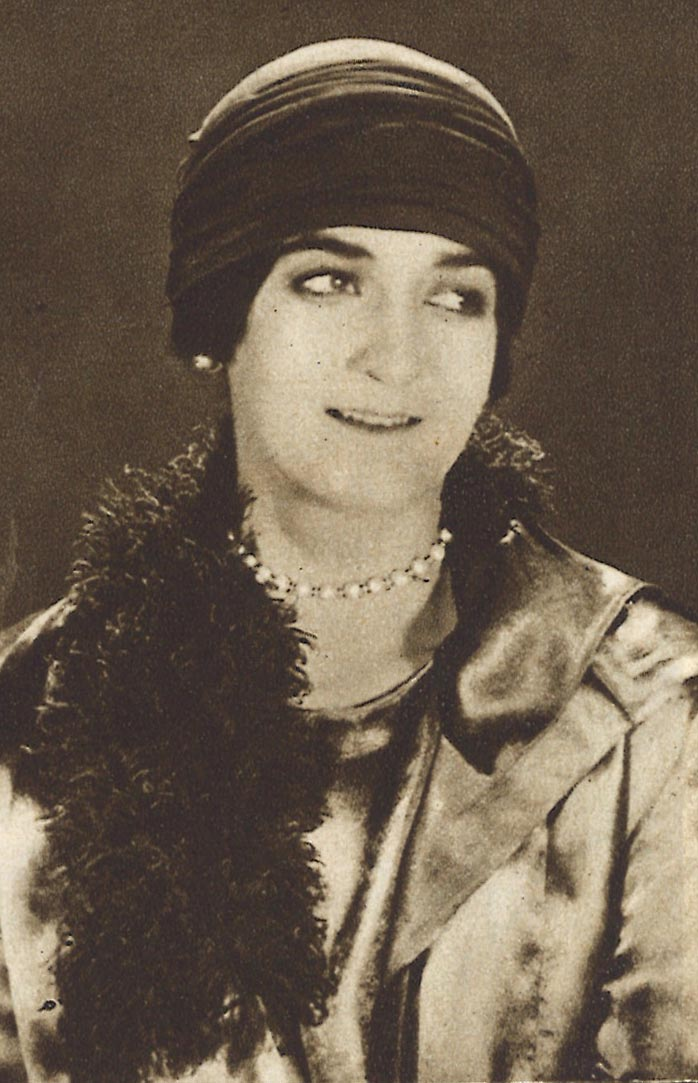
Margareta Wendel vid tiden för sin medverkan i filmen Flygande holländaren 1925.

Margareta Wendel (född Sparre, även gift Sederholm, Sporon och Lindgrén), född 26 juni 1900 på Gunnebo slott i Göteborgs och Bohus län, död 31 augusti 1985 i Johannebergs församling i Göteborg, var en svensk friherrinna och skådespelare. 
Wendel var dotter till godsdisponent Carl Ambjörn Gustaf Sixtensson Sparre (1863–1917) och dennes hustru Hilda Rakel Maria Denninghoff (1868–1948), en dotter till Wilhelm Denninghoff.
Margareta Wendel var gift och skild fyra gånger:
1. 1919–1922 med godsägare Folke Bertilsson Sederholm (1891–1956) [1]
2. 1922–1929 med sin kusin, grosshandlare Nils Georg Wendel (1891–1984) [2]
3. 1931–193? med overretssagförer Paul (Poul) Egede Sporon, Danmark (1889–1937) [3]
4. 1947–1960 med Sten Ragnar Lindgrén (1903–1991)

Hon är begravd på Östra kyrkogården i Göteborg.

## Filmografi
- 1925 – Flygande holländaren
- 1944 – Vi behöver varann
- 1945 – Gomorron Bill!